# 哈特畔站
哈特畔站（德語：U-Bahnhof Am Hart）是一座慕尼黑地铁2号线位于米贝茨霍芬-哈特畔的一座车站。